# Acuífero de Huarmey
El acuífero de Huarmey es un yacimiento y flujo de agua aluvial subterráneo ubicado en el distrito de Huarmey, en la provincia homónima de la región Áncash en Perú. El acuífero Huarmey se utiliza como fuente de agua para regadío y de agua potable.
El acuífero de Cascajal se conecta con el acuífero de Huarmey y en la zona de transición se encuentra el Asentamiento Humano 9 de octubre. La población de 9 de octubre se abastece de las aguas del acuífero de Huarmey. Desde 2012 la población local en el distrito ha mostrado preocupación por la posibilidad de que ambos acuíferos se hayan contaminado con metales pesados producto de la irrigación del bosque de Huarmey de la Compañía Minera Antamina con aguas tratadas provenientes del mineroducto utilizado para conducir concentrados de cobre y zinc desde la mina hasta Puerto Punta Lobitos.

## Recarga del acuífero
El acuífero se recarga por filtraciones en la parte baja del valle que vienen de la parte superior del río Huarmey.
Investigaciones sobre los acuíferos señalan que el acuífero Huarmey se recarga entre diciembre y mayo, con una gradiente que puede ser nula o incluso invertida, lo que provoca que el flujo desde el acuífero Cascajal hacia el acuífero Huarmey sea mínimo o inexistente. En algunos casos, se llega a generar un flujo en dirección contraria, es decir, desde el acuífero Huarmey hacia el acuífero Cascajal.